# Paradidyma melania
Paradidyma melania är en tvåvingeart som först beskrevs av Townsend 1919.  Paradidyma melania ingår i släktet Paradidyma och familjen parasitflugor. Inga underarter finns listade i Catalogue of Life.